# Palliduphantes intirmus
Palliduphantes intirmus är en spindelart som först beskrevs av Andrei V. Tanasevitch 1987.  Palliduphantes intirmus ingår i släktet Palliduphantes och familjen täckvävarspindlar. Inga underarter finns listade i Catalogue of Life.